# کلر راس-براون
کلر راس-براون (انگلیسی: Claire Ross-Brown؛ زادهٔ ۱۱ نوامبر ۱۹۷۲) بازیگر اهل بریتانیا است.
از فیلم‌ها یا مجموعه‌های تلویزیونی که وی در آن‌ها نقش داشته‌است، می‌توان به دلقک اشاره نمود.